# Краули, Джон
Джон Краули (англ. John Crowley; род. 1 декабря 1942, Преск-Айл, Мэн) — американский автор в жанрах фэнтези, научной и исторической фантастики. Также писал эссе и сценарии документальных фильмов.
Кроули наиболее известен как автор романа «Маленький, большой» (1981), получившего в 1982 году премию Всемирную премию фэнтези за лучший роман и названного американским критиком Гарольдом Блумом «забытым шедевром», а также серии романов «Эгипет», в которых рассказывается о герметизме, памяти, семье и религии. Некоторые из его научно-популярных работ появлялись раз в два месяца в журнале Harper’s Magazine в форме его колонки Easy Chair, которая закончилась в 2016 году.

## Биография
Джон Кроули родился в Преск-Айле (штат Мэн) в 1942 году; его отец был офицером Воздушного корпуса армии США. Он рос в Вермонте, северо-восточном Кентукки и в Индиане, где учился в средней школе и колледже. После колледжа переехал в Нью-Йорк, чтобы снимать фильмы, и нашёл работу в документальном кино — занятие, которым он занимается до сих пор. Свой первый роман («Глубина») опубликовал в 1975 году, а двенадцатый (Ka: Dar Oakley in the Ruin of Ymr) — в 2017 году. С 1993 года преподаёт творческое письмо в Йельском университете. В 1992 году получил Премию в области литературы Американской академии искусств и литературы.
Первыми опубликованными романами были научно-фантастические «Глубина» (1975) и «Звери» (1976). Роман 1979 года «Машинное лето» был номинирован на Американскую книжную премию 1980 года в категории «Научная фантастика»; позже он был включён в книгу Дэвида Прингла Science Fiction: The 100 Best Novels. В 1981 году вышел роман «Маленький, большой», вошедший в продолжение Прингла Modern Fantasy: The 100 Best Novels.
В 1987 году Кроули приступил к написанию амбициозной тетралогии «Эгипет», включающей «Одиночества» (первоначально опубликованное как «Эгипет»), «Любовь и сон», «Дэмономания» и «Бесконечные вещи». Эта серия и «Маленький, большой» чаще всего цитировались, когда Кроули получил престижную премию Американской академии искусств и литературы.
Кроули также является получателем гранта Ingram Merrill Foundation. Джеймс Меррилл, основатель организации, очень любил роман «Маленький, большой», и в аннотации первого издания «Любви и сна» восхвалял Кроули.
Последние романы Кроули: «Переводчик», лауреат итальянской Premio Flaiano; «Роман лорда Байрона: Вечерняя земля» про воображаемый роман поэта; и «Четыре свободы» о рабочих оборонного завода в Оклахоме во время Второй мировой войны. В 2002 году появилась новелла «Детство шекспировских героинь».
Короткие рассказы Кроули собраны в три тома: «Новинка» (содержащая повесть «Порядок вековой», удостоенную Всемирной премии фэнтези), «Древности» и «Новинки и сувениры», сборник, содержащий почти все его рассказы, опубликованные в 2004 году. В начале 2007 года были опубликованы эссе и обзоры под названием «Другими словами».
Большинство идей по поводу книг у него возникают примерно за десять лет до того, как он фактически начинает над ними работать.
В 1989 году Кроули и его жена Лори Блок основали компанию Straight Ahead Pictures для производства контента (кино, видео, радио и Интернет) об американской истории и культуре. Кроули автор сценарией для короткометражных и документальных фильмов, в том числе ряда исторических документальных фильмов для общественного телевидения; его работы получили множество наград и были показаны на ском кинофестивалях в Нью-Йорке, Берлине и многих других. Среди работ Краули сценарии к фильмам The World of Tomorrow (о Всемирной выставке 1939 года), No Place to Hide (об одержимости бомбоубежищами), The Hindenburg (для HBO) и FIT: Episodes in the History of the Body (американские методы и убеждения в области фитнеса на протяжении десятилетий; с Лори Блок).
Переписка Кроули с литературным критиком Гарольдом Блумом и их взаимная признательность привели в 1993 году к тому, что Кроули занял должность в Йельском университете, где преподает курсы утопической фантастики, написания художественной литературы и написания сценариев. Блум заявил на Contentville.com, что «Маленький, большой» входит в число пяти лучших романов ныне живущих писателей, и включил «Маленький, большой», «Эгипет» («Одиночество») и «Любовь и сон» в свой литературный канон (в приложении к The Western Canon, 1994). В своем предисловии к «Рукам Змеи» Блум называет Кроули своим «любимым современным писателем», а серию «Эгипет» — своим «любимым романом… после „Маленький, большой“».
Кроули также преподавал на семинаре писателей Clarion West, который ежегодно проводится в Сиэтле (штат Вашингтон).

## Награды
- 1982 — «Маленький, большой» — Всемирная премия фэнтези за лучший роман[8] и Мифопоэтическая премия за произведение для взрослых[8].
- 1990 — «Порядок вековой» — Всемирная премия фэнтези за лучшую повесть[8].
- 1992 — Премия в области литературы Американской академии искусств и литературы[9].
- 1997 — «Пропали» — премию Locus Award за лучший рассказ[8].
- 1999 — Французское издание повести «Порядок вековой» (перевод Моник ЛеБайи) — «Гран-при Воображения» за переведенный рассказ[8][10].
- 2003 — «Переводчик» — премию Premio Flaiano (Италия)[11].
- 2006 — Всемирная премия фэнтези за жизненные достижения[8][12].
- 2007 — Премия имени М. А. Булгакова Международной ассамблеи фантастики «Портал» (Киев, Украина)[13].
- 2018 — «Весенние каникулы» — Премия Эдгара за лучший рассказ[14].
- 2018 — «Ка: Дар Окли в руинах Имра» — Мифопоэтическая премия[15].
- 2021 — Французское издание романа «Ка: Дар Окли в руинах Имра» — «Гран-при Воображения» за иностранный роман[16].